# Adéla z Vohburgu
Adéla z Vohburgu (1128?–1187? v klášteře Weissenau) byla německá královna a švábská vévodkyně.

## Život
Adéla byla dcerou markrabího Děpolta III. z Vohburgu a jeho druhé manželky Adély Polské. Roku 1147 se jako dědička Chebska provdala za pozdějšího císaře Fridricha Barbarossu. Manželství však bylo roku 1153 v Kostnici rozloučeno (kostnickým biskupem Heřmanem a papežskými legáty). Prameny z druhé poloviny 12. a počátku 13. století naznačují, že Adéla byla obviňována z cizoložství a neplodnosti, to by však samo o sobě jako důvod k rozvodu nepostačovalo a oficiálním důvodem se proto stalo příliš blízké příbuzenství (6. stupeň) mezi manžely, což byl zjevně pouze oficiální důvod, neboť se svou druhou manželkou Beatrix byl Barbarossa pokrevně příbuzný též v 6. stupni.
Adéla se krátce poté (1153/1154) znovu provdala, a to za welfského ministeriála Dietha z Ravensburgu. Tento sňatek by se dal označit za mesalianci a zavdával též patrně důvody k řečem o případné nevěře. Zemřela snad roku 1187 v premonstrátském klášteře Weissenau, kde byla také pohřbena.